# 乌姆盖萨尔
乌姆盖萨尔（阿拉伯語：أم قصر），伊拉克东南部一军港，邻近波斯湾，与科威特隔一道狭窄的水道相望，2003年人口46,000人。
前325年，亚历山大大帝远征归来时在此登陆，此后当地长期不闻于世。二战期间，盟军曾在此修建港口以转运向苏联提供的物资。1958年伊拉克伊斯兰革命之后，革命政府在乌姆盖萨尔开始建设永久港口。由於伊拉克的海岸線只有約61公里，所以伊拉克的海運極為脆弱。伊拉克政府认为，乌姆盖萨尔深水港的建成将使伊拉克摆脱对阿拉伯河水道的依赖，从而降低伊朗对伊拉克进行封锁的可能性。
1967年，乌姆盖萨尔开港。在两伊战争中，乌姆盖萨尔的重要性凸现。1986年，伊朗攻占法奥半岛，从而封锁了阿拉伯河，伊拉克於是出動化學武器驅逐伊朗軍隊，成功阻止伊朗繼續推進，乌姆盖萨尔从未陷落，保证了伊拉克同外界的海路联系。在第一次海湾战争中，伊拉克通过乌姆盖萨尔控制科威特的布比延岛等地。战后，伊科之间的水道被科威特占领，但是伊拉克并不承认。
第二次海湾战争期间，乌姆盖萨尔成为登陆场，英国海军陆战队和波兰行動應變及機動組突袭了该港，但是遭到伊拉克军队的顽强抵抗。数日之后，在澳大利亚军队的协助下，伊军最终被击退，美军大部队得以在此登陆。

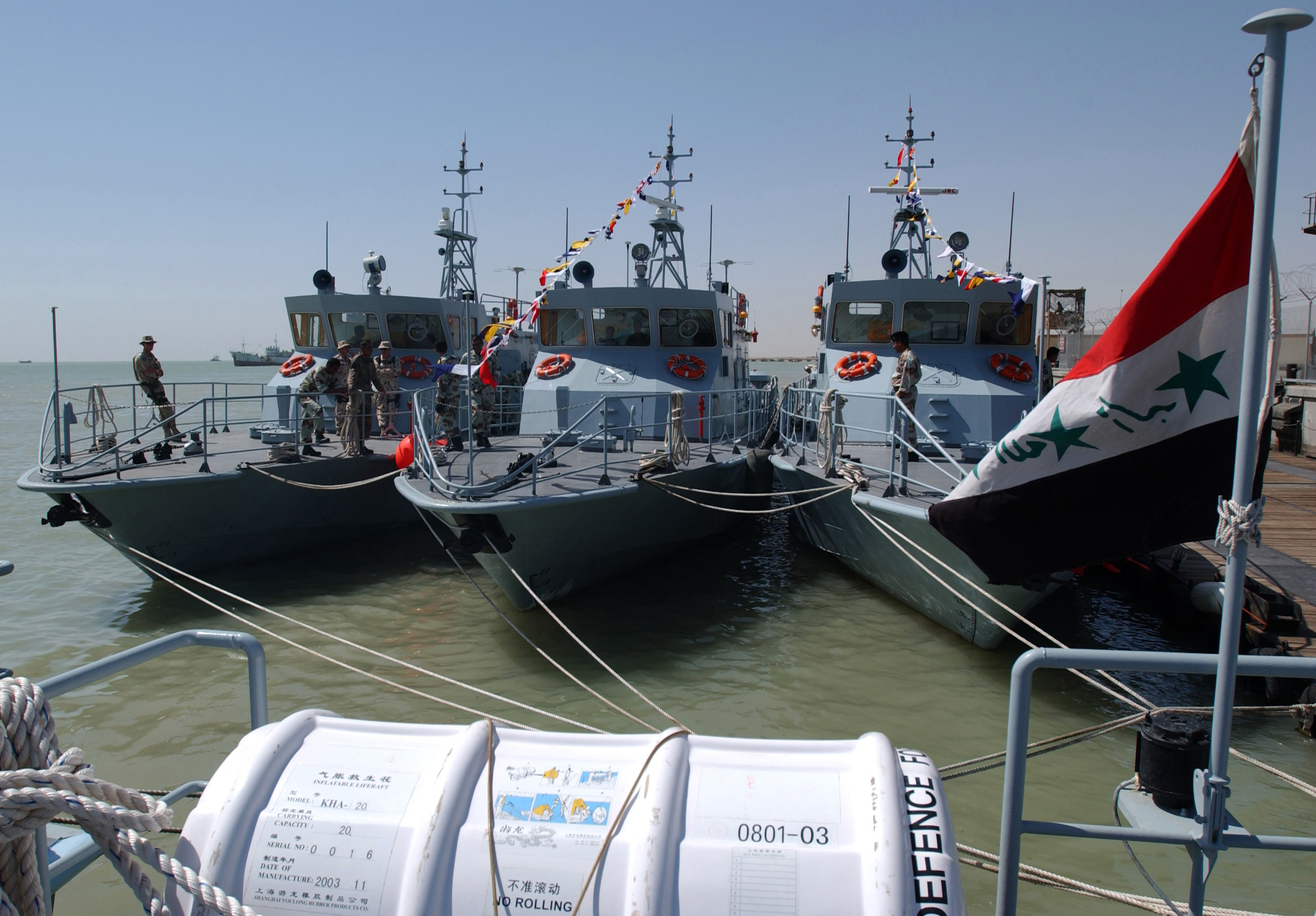
伊拉克巡邏艇
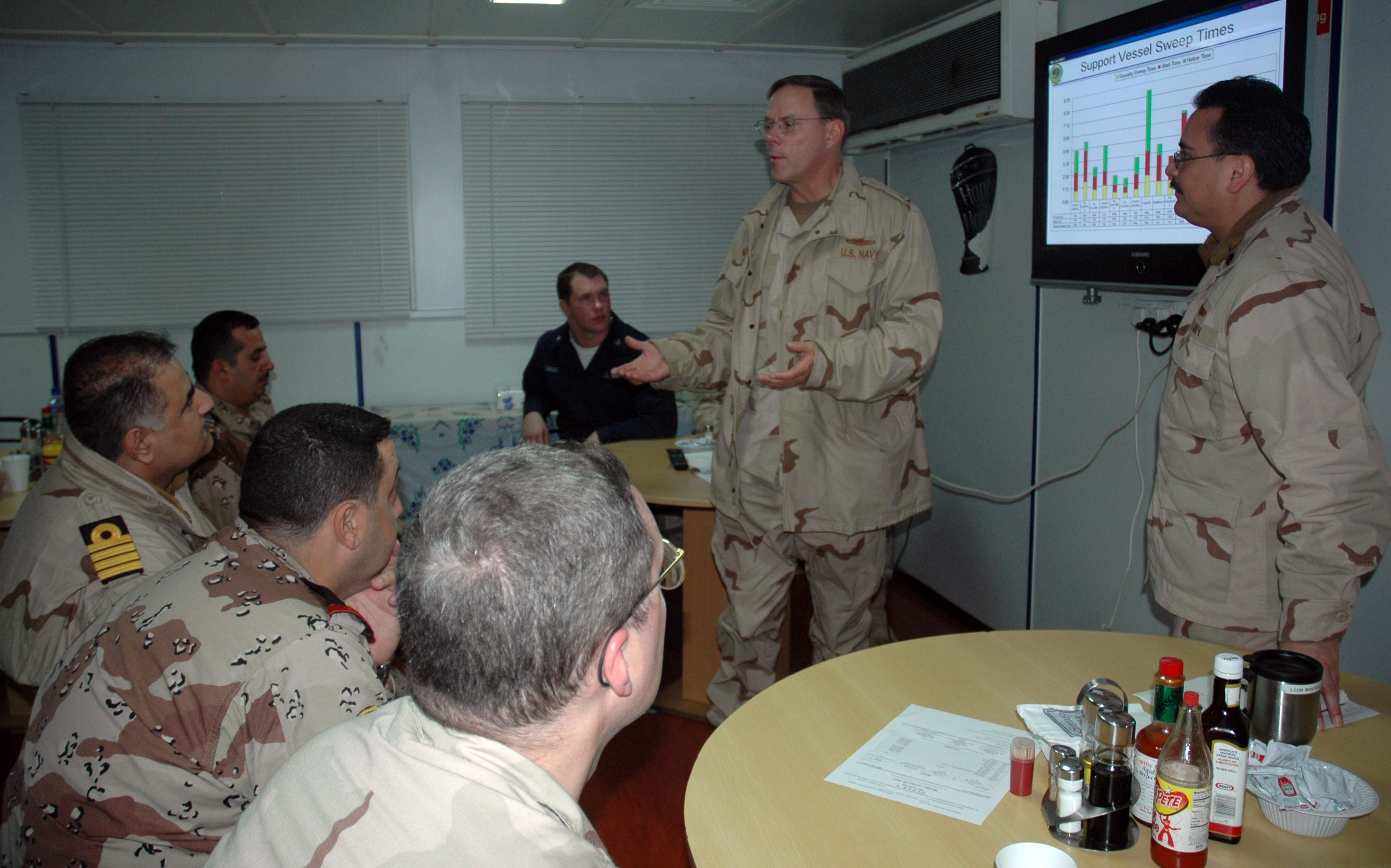
美國駐軍
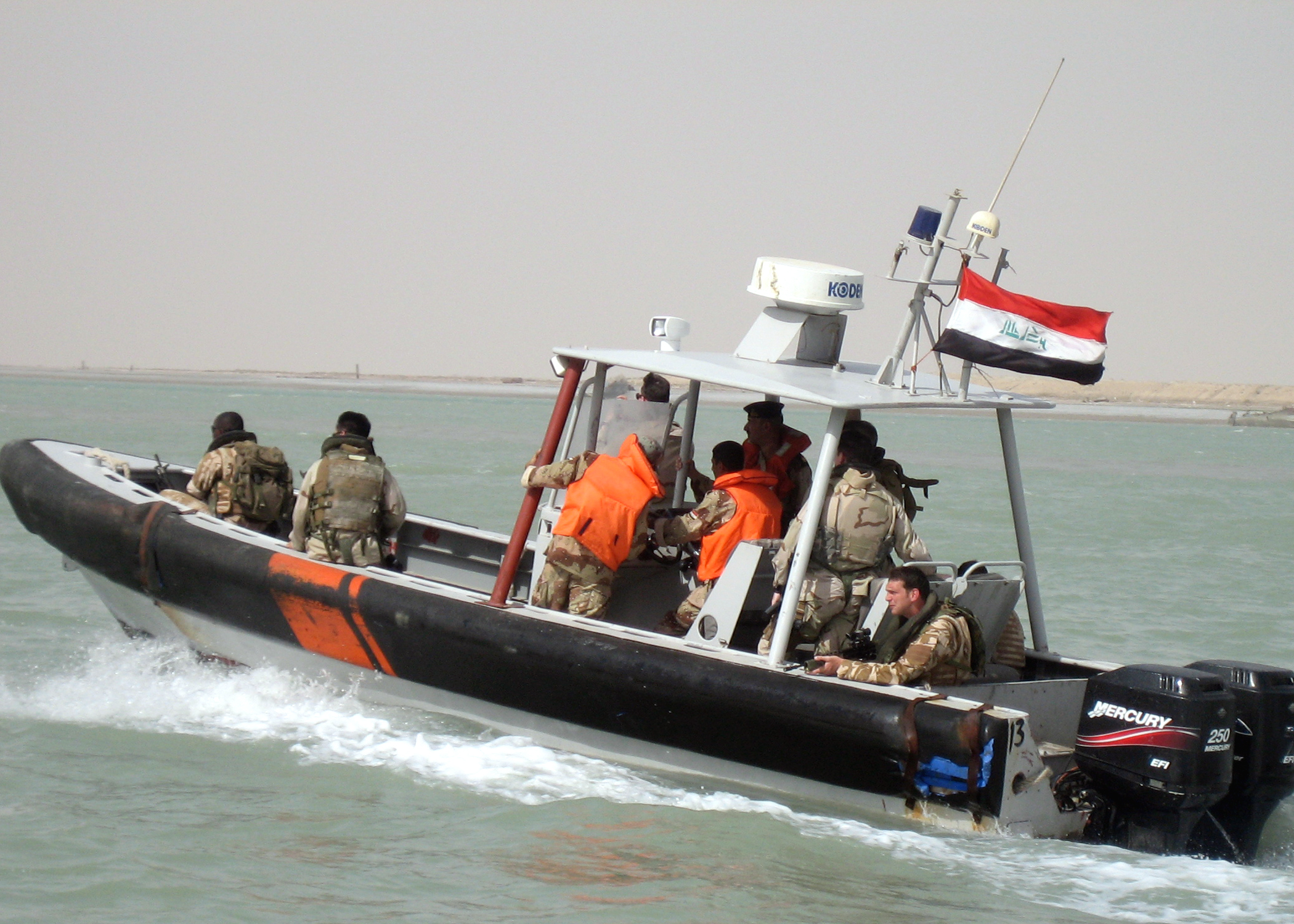
港務船
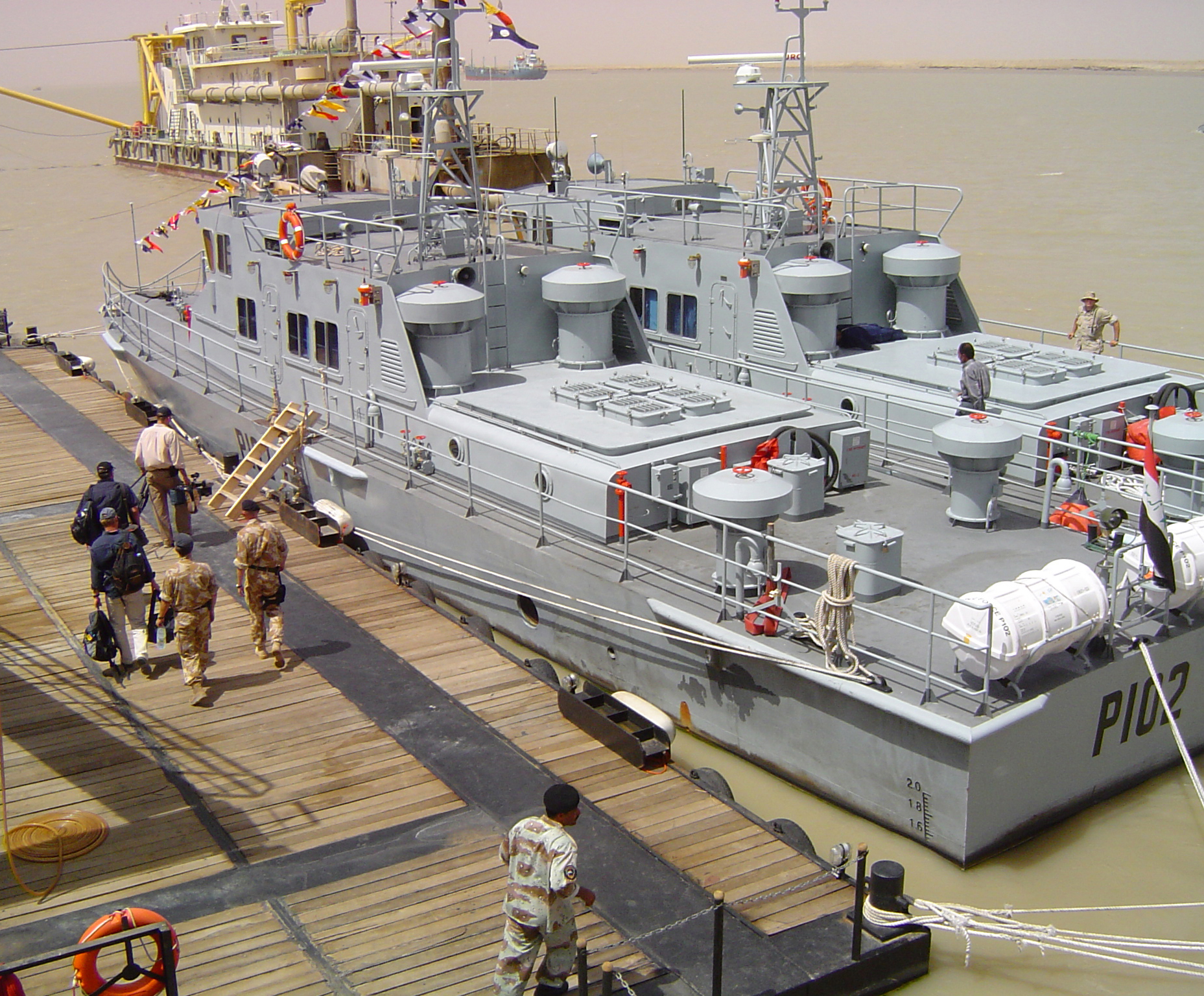
軍用碼頭